# خطماء حديثة
الخطماء الحديثة (باللاتينية: Neotrombicula) هي سلالة ضمن جنس الخطماء، وهي من أنواع السوس أو الخطماوات.
أنواع الخطماوات تنتشر في أمريكا الشمالية.